# Rik Van Looy
Henri »Rik« Van Looy, belgijski kolesar, * 20. december 1933, Grobbendonk, Belgija, † 17. december 2024, Herentals, Belgija.
Rik Van Looy je bil belgijski profesionalni kolesar, ki je tekmoval v povojnem obdobju. Znan je kot Kralj klasik in Cesar Herentalsa ter je dominiral na klasičnih dirkah v poznih petdesetih in prvi polovici šestdesetih let. Dvakrat zapored je osvojil naslov svetovnega prvaka v cestni dirki in kot prvi kolesar v zgodovini zmagal na vseh petih najprestižnejših klasičnih dirkah, znanih kot spomeniki, kar je odtlej uspelo le še Rogerju De Vlaemincku in Eddyju Merckxu. Edini je zmagal na vseh osmih originalnih klasičnih dirkah.
S 367-imi profesionalnimi zmagami je drugi najuspešnejši kolesar v zgodovini za Merckxom, po etapnih zmagah na tritedenskih dirkah Grand Tour pa je deveti najuspešnejši s 37-imi. V začetku njegove kariere je bilo odmevno rivalstvo z Rikom Van Steenbergenom, ob koncu kariere pa se je moral soočati s prihajajočim Merckxom. V karieri je utrpel več hujših padcev in poškodb.